# UC-57号潜艇
陛下之UC-57号艇是德意志帝国海军于第一次世界大战期间建造的其中一艘UC-II型近岸布雷潜艇或称U艇。它由但泽的帝国船厂承建，于1916年9月7日新船下水，至1917年1月22日交付使用。其全长50.5米，水面及水下排水量分别为415吨和498吨，艇载武器则包括三具鱼雷发射管、六具水雷滑射槽以及一门88毫米口径甲板炮。UC-57号入役后曾被部署至驻波罗的海的库尔兰区舰队，并参与了大西洋潜艇战。通过其七次巡逻，共直接或间接击沉5艘协约国或中立国舰船，容积总吨累计为271吨。1917年11月18日，UC-57号在距离汉科以东约6海里（11）的哈姆斯卡尔岛上卸下了一支芬兰猎兵队和4吨弹药后失踪。据推测，它或是在芬兰湾触雷沉没，艇内27名官兵全数阵亡。

## 设计
1915年秋天，由于中立国美国的干预，U艇战几乎陷入停顿，导致德国广泛开展《国际法》所允许的水雷战，从而使布雷潜艇的需求量相应增加。德意志帝国海军潜艇监察局（Inspektion des U-Bootwesens）的开发部门留意到了这一点，遂以UB-II型为基础，按照兼顾布雷效率和生产速度的要求，以41号工程的名义设计了UC-II型潜艇。为了弥补前型UC-I型的缺陷，UC-II型艇不仅更大，而且采用双轴推进系统。然而，与前型最主要的区别在于，UC-II型艇重新运用了双壳体结构。但它并非纯粹的双体潜艇，而是一种中间过渡型；因为外层没有封闭耐压壳体，而是作为鞍形水柜附在上方。
UC-57号是64艘UC-II型方案的其中一艘。这个亚型的艇体结构与UB-II型类似，但体积更大，全长为50.5米，并有3.61米的吃水深度；由于不再考虑铁路运输的装载限界，舷宽也得以增至5.22米。其水上和水下排水量分别为415吨和498吨。艇只采用两台科尔庭六缸四冲程600匹公制馬力（440千瓦特）柴油机用于水面运行，以及两台620匹公制馬力（460千瓦特）的BBC电动发电机用于水下航行；水面最高航速11.6節（21.5每小時），水下7.3節（13.5每小時）；能够在水面以7節（13每小時）航速续航9,450海里（17,500），或以4節（7.4每小時）连续在水下航行52海里（96）而无需充电。其潜没需时约为30秒，能够在50米的深度下运作。
作为布雷潜艇，UC-57号改将六具布雷滑射槽安装在艇体前部，每具储存井内的水雷数量增至3枚，即合共18枚UC200型水雷。布雷时只需将存储井底部的盖板打开，水雷便可凭借自身重量滑入水中。随着滑射槽长度增加，艇体艏楼的上层建筑被抬高，上层建筑与司令塔之间的凹陷处布置了一门88毫米30倍径速射炮作为甲板炮。但由于位置相对较低，火炮甲板在恶劣海况下很容易被涌浪淹没。此外，UC-57号还装备有三具500毫米鱼雷发射管，这极大提升了潜艇的攻击能力。其中艇艏两具外置在两侧、艇艉一具则为内置式，并可搭载合共7枚G6型鱼雷。其标准船员编制为3名军官及23名水兵。

## 历史
1916年1月12日，在海军元帅阿尔弗雷德·冯·提尔皮茨的倡议下，国家海军办公室分别向五家德国造船厂发包第三批次的UC-II型潜艇。UC-57号因此成为但泽帝国船厂承建的第三艘UC级潜艇，建造编号为39。它于1916年3月14日动工、同年9月7日新船下水，至1917年1月22日在首度担任艇长的海军上尉弗里德里希·维斯曼的指挥下交付使用，随即展开海试。维斯曼也是该艇的唯一一任指挥官。完成海试后，该艇于5月5日从基尔启程，按计划将加入在波罗的海作战的库尔兰区舰队。在前往利鲍的途中，UC-57号曾被临时编入波罗的海岸防支舰队（Küstenschutz-Division der Ostsee），并连同快速攻击艇区舰队（S. Flottille）在萨斯尼茨附近进行了两次巡逻。它于5月27日抵达利鲍，正式加入库尔兰区舰队。
在库尔兰约半年的服役生涯中，UC-57号参与了大西洋潜艇战，足迹曾抵波的尼亚湾、芬兰的曼蒂卢奥托、拉脱维亚的道加格里伐以及爱沙尼亚的穆胡海峡等水域。通过其七次布雷及破交战巡逻，UC-57号合共击沉协约国或中立国的5艘商船，容积总吨累计为271吨。此外，该艇也曾缴获2艘英国轮船作战利品，分别为2061吨的彭波尔号（Penpol）和1802吨的梅吉号（Meggie），并将它们带回利鲍。1917年11月12日，为支持芬兰内战中的白卫队，UC-57号搭载着隶属皇家普鲁士第27猎兵营的8名芬兰猎兵和4吨弹药从但泽出发，前往芬兰。当18日在距离汉科以东约6海里（11）的哈姆斯卡尔岛（Hamnskär）成功放下人员和物资后，该艇计划在海床上停留一夜，然后返回德国。但至翌日，UC-57号已然失去踪迹，也从未返抵但泽。假定的损失位置为59°00′N 23°00′E / 59.000°N 23.000°E；这是它最后一次出现在芬兰的出发点。据推测，它可能是在芬兰湾撞上了俄国人布设的水雷而沉没，艇内27名官兵全数阵亡，其中3名船员的尸体其后被冲上爱沙尼亚海岸。1934年，芬兰当局在哈姆斯卡尔岛为UC-57号及其官兵竖立了一座纪念碑，以缅怀他们在当地卸下物资并将猎兵们送上岸。

## 袭击历史摘要
| 日期          | 船名       | 船籍       | 吨位 | 结局       |
| ------------- | ---------- | ---------- | ---- | ---------- |
| 1917年6月9日  | 卢德维格号 | 瑞典       | 78   | 击沉       |
| 1917年6月20日 | 彭波尔号   | 英国       | 2061 | 缴作战利品 |
| 1917年6月24日 | 梅吉号     | 英国       | 1802 | 缴作战利品 |
| 1917年6月26日 | 玛丽号     | 俄罗斯帝国 | 87   | 击沉       |
| 1917年6月26日 | 泰尔沃号   | 俄罗斯帝国 | 58   | 击沉       |
| 1917年6月26日 | 格奥尔格号 | 俄罗斯帝国 | 18   | 击沉       |
| 1917年6月26日 | 马丁涅米号 | 俄罗斯帝国 | 30   | 击沉       |

## 脚注
1. 1 2 3 4  Helgason, Guðmundur. . German and Austrian U-boats of World War I - Kaiserliche Marine - Uboat.net.   [2009-02-23].
2. ↑  Tarrant，第173頁.
3. 1 2  Helgason, Guðmundur. . German and Austrian U-boats of World War I - Kaiserliche Marine - Uboat.net.   [2015-03-02].
4. ↑  陈进，第48頁.
5. ↑  . Navypedia.   [2022-09-16]. （原始内容存档于2023-01-20）.
6. 1 2  Gröner 1991，第31-32頁.
7. ↑  陈进，第46頁.
8. 1 2  NARS，第106頁.
9. 1 2  Helgason, Guðmundur. . German and Austrian U-boats of World War I - Kaiserliche Marine - Uboat.net.   [2015-03-02].
10. ↑  Helgason, Guðmundur. . German and Austrian U-boats of World War I - Kaiserliche Marine - Uboat.net.   [2022-10-28].
11. ↑  Helgason, Guðmundur. . German and Austrian U-boats of World War I - Kaiserliche Marine - Uboat.net.   [2022-10-28].
12. ↑  Gröner 1985，第60頁.
13. ↑  Herzog，第98頁.